# Coccus synapheae
Coccus synapheae är en insektsart som först beskrevs av Walter Wilson Froggatt 1915.  Coccus synapheae ingår i släktet Coccus och familjen skålsköldlöss. Inga underarter finns listade i Catalogue of Life.